# Villarta
Villarta es un municipio español de la provincia de Cuenca, en la comunidad autónoma de Castilla-La Mancha. Tiene un área de 25,29 km² con una población de 808 habitantes (INE 2021) y una densidad de 36,38 hab/km².
Es un pequeño pueblo situado al sudeste de Cuenca, entre los pueblos de Villalpardo, Iniesta y El Herrumblar y la aldea Alcahozo.

## Símbolos
El escudo heráldico y la bandera que representan al municipio fueron aprobados oficialmente el 25 de octubre de 2011. El escudo se blasona de la siguiente manera:

«Escudo partido y entado en punta. Primero, en campo de plata “Peña rodera” de gules. Segundo, en campo de gules cordero de Dios de plata. En punta de sinople racimo de uvas de oro. Al timbre la Corona Real cerrada.»
Diario Oficial de Castilla-La Mancha nº 226  nº  de 18 de noviembre de 2011

La descripción textual de la bandera es la siguiente:

«Bandera rectangular, de proporciones 2/3, formada por dos franjas horizontales iguales, blanca la superior y roja la inferior, con un triángulo verde al asta que tiene sus vértices en los extremos del asta y en la mitad de la bandera a 1/3 del asta.»
Diario Oficial de Castilla-La Mancha nº 226 de 18 de noviembre de 2011

## Geografía
Ubicación
La localidad está situada a una altitud de 757 m s. n. m.
Entre los puntos geográficos más significativos se encuentra el Humilladero con 814 m sobre el nivel del mar y el Mariperez con 790 m sobre el nivel del mar, oscilando con la rambla de Villarta que está situada a 659 m sobre el nivel del mar.
| Noroeste: Iniesta | Norte: Villalpardo | Noreste: Villalpardo |
| Oeste: Iniesta    |                    | Este: Iniesta        |
| Suroeste: Iniesta | Sur: El Herrumblar | Sureste: Iniesta     |

## Historia
Recibe su nombre de un antiguo almacén de provisiones en la época romana.[cita requerida]
En 1720 sólo había 20 vecinos y ya había iglesia. Villarta fue una aldea de Iniesta hasta que en 1729 junto con Villalpardo obtienen la gracia de villazgo, eximiéndose de Iniesta. La documentación que generó este acontecimiento es bastante amplia y se conserva en el Ayuntamiento de Villalpardo. En ese año había 26 vecinos, que eran apenas 100 almas y en 1850 llegan a los 211 hab.
En 1908 se separan ambas poblaciones y el 3 de julio de 1908 se reconoce la línea del término y se señalan los mojones comunes a los términos de Villalpardo y Villarta, existiendo un documento que así lo confirma.

## Economía
Su economía se basa principalmente de productos agroalimentarios, como son: 
- La producción de vinos, aceite, frutos secos, cereales y pequeñas cantidades de frutales. 
- Una importante producción de setas y champiñones. 
- Y también producción en granjas intensivas de animales para consumo de aves, conejos y en época reciente la incorporación de granjas porcinas.
Además de la producción cuenta con varias empresas de procesado de alimentos, negocios profesionales y locales de ocio.
Sus vinos están siendo reconocidos en toda España, habiendo recibido varios premios.[cita requerida]

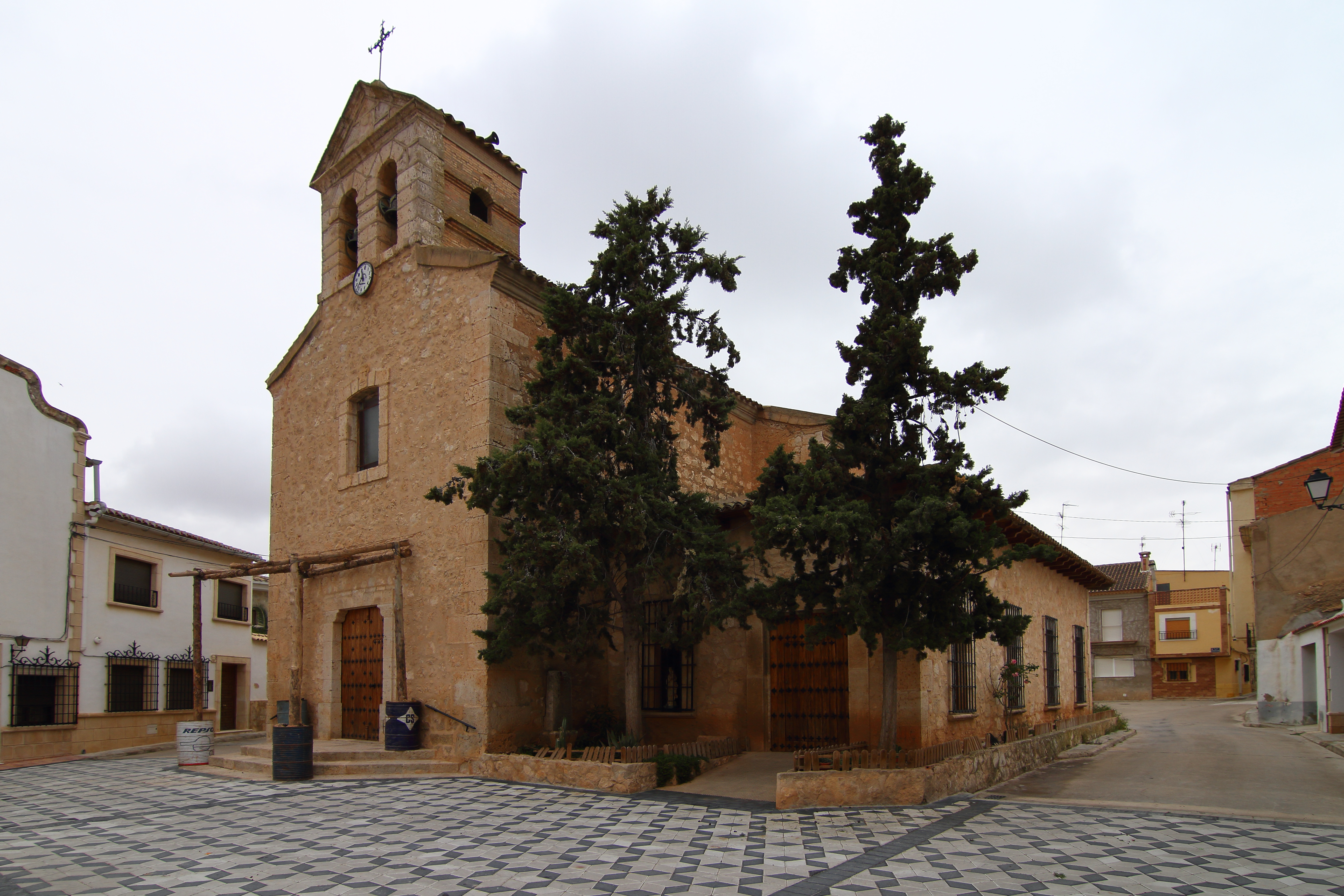
Iglesia Dulce Nombre de Jesús

## Patrimonio
En su término existen varios yacimientos arqueológicos.
El Santuario de Consolación se encuentra enclavado en los confines de la meseta castellana, en depresión hacia Valencia, dentro de la comarca conquense de la Manchuela. Dispone de 70 ha de bosque frondoso en el que predomina el pino mediterráneo y el matorral autóctono como romeros, espliegos, jaras, etc. Se encuentra a 12 km de la autovía Madrid-Valencia, a la altura de Minglanilla, y a 8 km por la senda de las Hoces del Río Cabriel. Desde Madrid el viaje se realiza en dos horas y media, y poco menos de hora y cuarto desde Valencia. Es un lugar idóneo para el descanso, el retiro y el recreo en medio de la naturaleza. Su terreno, abundante en piedra caliza, favorece la fluidez de aguas por los distintos lugares de este paraje tan singular, y así sus numerosas fuentes y manantiales.
La fuente la teja es muy famosa por su agua, tan excelente que varios vecinos de pueblos limítrofes van a disfrutar de ella porque está situada en el camino al molino.
El paraje más representativo de la ciudad es el "Cuco de Gallina" donde se halla situada la Peña Rodera, que es una formación rocosa de forma peculiar situada en la cima de un cerro donde hubo un asentamiento íbero de la Edad de Bronce, según la abundancia de cerámicas y restos encontrados en el lugar, es un paisaje que se asemeja al de la Ciudad Encantada.

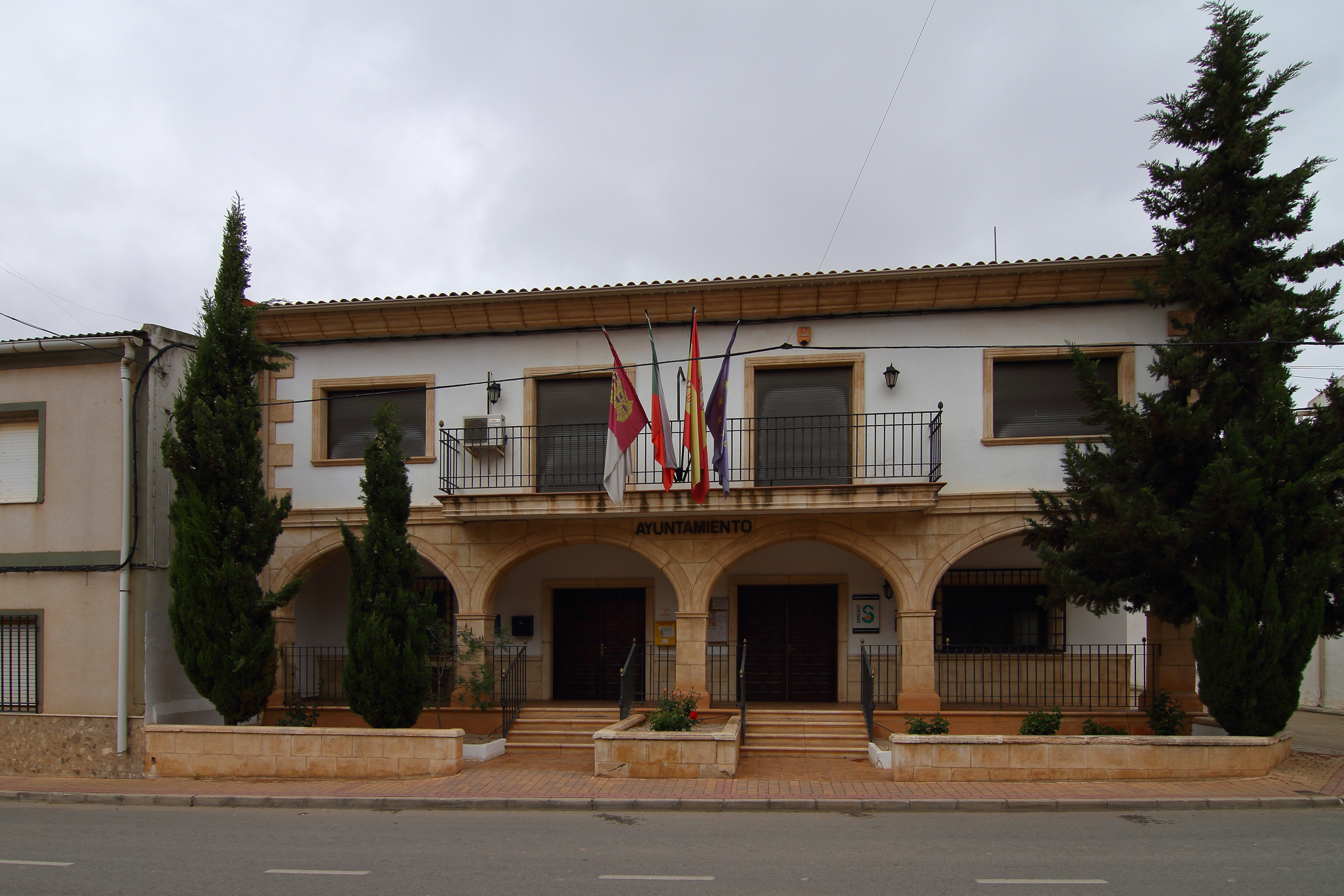
Ayuntamiento

## Demografía
Villarta cuenta con una población de 847 habitantes (INE 2024).
| Gráfica de evolución demográfica de Villarta entre 1857 y 2021                                                      |
| |
| Población de derecho según los censos de población del INE Población de hecho según los censos de población del INE |

| 1991 |  | 1996 |  | 2001 |  | 2007 |  | 2013 |
| ---- |  | ---- |  | ---- |  | ---- |  | ---- |
| 804  |  | 813  |  | 793  |  | 909  |  | 983  |

## Costumbres
El Domingo de Pentecostes, se realiza el traslado de la Virgen de Consolación desde su santuario en Iniesta hasta su santuario en Consolación. Dicho trayecto consta de 17 km, que se realizan en romería con una única parada situada en el "Humilladero", lugar de descanso ya en el término de Villarta, a la mitad del camino, donde hay un templete con un altar de piedra en el centro para que repose la imagen durante el tiempo que dura el descanso. Se aprovecha la parada para tomar un refrigerio y reponer fuerzas. En este punto se incorporan los romeros de Villarta y de Villalpardo, siendo los villarteños los encargados de adornar el altar del Humilladero y de transportar la imagen de la Virgen a lo largo del camino que transcurre por su término.

### Calendario Festivo
3.er domingo de enero, Fiestas del Niño.
30 de abril al 2 de mayo, fiestas de mayo.
15 de mayo, romería de San Isidro.
17-21 de agosto, fiestas de la Vendimia.
"Fiestas de la Vendimia" que se celebran en agosto, donde se realizan degustaciones de los vinos que se generan en el pueblo. Así mismo, con la ayuda de nuestros queridos vecinos valencianos y demás ciudades españolas, conseguimos el mayor número de visitantes a mediados de agosto, gracias a dichas fiestas, con la colaboración de nuestros queridos quintos que se renuevan cada año.
El Domingo de Pentecostés se realiza el traslado de la Virgen de Consolación desde su santuario en Iniesta hasta su santuario en Consolación. Dicho trayecto consta de 17 km, que se realizan en romería con una única parada situada en el "Humilladero", lugar de descanso ya en el término de Villarta, a la mitad del camino, donde hay un templete con un altar de piedra en el centro para que repose la imagen durante el tiempo que dura el descanso. Se aprovecha la parada para tomar un refrigerio y reponer fuerzas. En este punto se incorporan los romeros de Villarta y de Villalpardo.